# Букреева (деревня)
Букре́ева (Зула) — деревня в Юрлинском районе Пермского края на р. Зула ( приток р. Лопва). Расстояние до районного центра с. Юрла составляет 17 км. Деревня Букреева примыкает с юга к с. Усть-Зула и является частью села. Входит в состав Усть-Зулинского сельского поселения.

## История
Деревня названа по фамилии одного из основателей Артемия Букреева, крестьянина с. Зула. Впервые упоминание о д. Букреева как самостоятельной единице записано в метрической книге Юрлинской церкви в 1830 году.
По подворной переписи Чердынского уезда 1884 1886 гг., в деревне числилось 25 домохозяйств, 49 представителей мужского пола, и 84 женского. Грамотных было 4 человека. Средний состав семьи 5,7 человека. Крестьяне деревни занимались хлебопашеством, скотоводством, охотой, рыболовством и извозом..
В 1919 году жители деревни участвовали в Юрлинском восстании.
В 1929 году в деревне возникла сельхозартель «Красный партизан», в 1970 на месте артели возник совхоз «Зулинский».

## Население
| 1909 | 1926 | 1958 | 1979 | 1989 | 1998 | 2010 |
| ---- | ---- | ---- | ---- | ---- | ---- | ---- |
| 238  | 258  | 153  | 135  | 85   | 96   | 80   |